# Медальон Торсена
«Медальон Торсена» (дат. Oskar & Josefine) — датский семейный фильм в жанре фэнтези режиссёра Карстена Миллерупа, повествующий о приключениях двух подростков: Оскара и Жозефины. В главных ролях Пернилла Каа Хойер, Миккель Конихер и Кьельд Норгаард. Фильм является продолжением датского телесериала «Иисус и Жозефина». Премьера фильма состоялась в 2005 году.

## Сюжет
Фильм начинается с рассказа истории о том, как девочка Жозефина познакомилась с Торсеном, живым воплощением дьявола, у которого была машина времени. Он использовал её, чтобы погубить Иисуса.
Прошло некоторое время. Жозефина и её друг Оскар приезжают на каникулы в деревню на день летнего солнцестояния. По пути на речку Жозефина встречает заметно ослабевшего Торсена. Он обманывает её, рассказывая про свою внутреннюю борьбу со злом и дарит медальон, который оказывается машиной времени. Оказавшись в Средневековье, Жозефина помогает больным людям — она приносит им из будущего пенициллин. И вскоре, благодаря козням Торсена, Жозефину обвиняют в колдовстве и приговаривают к смерти на костре.
Оскар и его предок Питер должны найти доказательства невиновности Жозефины и спасти её…

## В ролях
| Актёр                        | Роль                               |
| ---------------------------- | ---------------------------------- |
| Пернилла Каа Хойер           | Жозефина                           |
| Миккель Конихер              | Оскар                              |
| Кьельд Норгаард              | Торсен                             |
| Адам Гилберт Есперсен        | Питер Рольд (предок Оскара)        |
| Анна Агафья Свиденюк Эгхольм | Кирстен Рольд (сестра Питера)      |
| Эспер Асхольт                | Йенс Рольд (отец Питера и Кирстен) |
| Фриц Хельмут                 | Доктор Динесен                     |
| Йеспер Лангберг              | Священник                          |
| Сёрен Сэттер-Лассен          | Мадс Скрэддер                      |
| Андреа Ван Йенсен            | Луиза (мать Жозефины)              |
| Николай Стеен                | Еспер (отец Жозефины)              |
| Йонатан Вернер Юэль          | Лукас (брат Жозефины)              |
| Пернилла Клитгаард Петерсен  | Астрид                             |
| Себастьян Агаард-Вильямс     | Иисус                              |

## Награды и номинации
| Награды и номинации           | Награды и номинации                           | Награды и номинации | Награды и номинации | Награды и номинации |
| Награда                       | Категория                                     | Номинант            | Результат           |                     |
| ----------------------------- | --------------------------------------------- | ------------------- | ------------------- | ------------------- |
| «Роберт»                      | «Лучший детский фильм»                        |                     | Номинация           |                     |
| «Дни Северного кино в Любеке» | «Приз детского жюри — специальное упоминание» | Карстен Миллеруп    | Победа              |                     |

## Факты
- «Медальон Торсена» стал последней работой в более чем 60-летней карьере известного датского актера Фрица Хельмута, который скончался 12 декабря 2004 года за два месяца до выхода фильма на экраны.
- Титульную музыкальную композицию «Smelly Town» исполнила датская молодёжная рок-группа Mindcall, участником и солистом которой является Миккель Конихер, сыгравший в фильме роль Оскара. Миккель Конихер сам написал слова к песне, а также музыку к ней в соавторстве с другим участником группы Ярлом Эдске.